# Loni v Marienbadu
Loni v Marienbadu (L’Année dernière à Marienbad) je název filmového románu francouzského spisovatele Alaina Robbe-Grilleta a stejnojmenný film Alaina Resnaise podle Robbe-Grilletova scénáře.
Film byl vyroben ve Francii a v Itálii. V roce 1961 obdržel film Zlatého lva na filmovém festivalu v Benátkách.

## Obsazení
| Delphine Seyrig     | A./Žena    |
| Giorgio Albertazzi  | X./Cizinec |
| Josef Sacha Pitoëff | M./Muž     |

a další.

## Obsah
Vypravěč, X., vzpomíná na podivný vztah s neznámou ženou, A., v luxusním hotelu obklopeném parkem. Film se odehrává nejméně ve dvou časových rovinách, které jsou obě součástí vyprávění X.
A. je v doprovodu muže, M., pravděpodobně manžela (fr. mari). X. se postupným naléháním snaží A. upomenout na jejich setkání předcházející rok pravděpodobně v Marienbadu. Když A. popře, že by loni v Marienbadu byla, X. připustí, že se možná setkali v Karlstadtu, v Baden-Salsa, či dokonce Frederiksbadu (všechna jména jsou fiktivní, Marienbad nemá žádnou přímou souvislost s českými Mariánskými Lázněmi. Během celého filmu sleduje divák několik setkání X. s A. i s jejím partnerem, se kterým hraje X. podivnou stolní hru na způsob domina, v níž M. vždy vyhraje. X. upomíná A. na její slib, že s ním odejde. Ona to však popírá nebo si nevzpomíná. Po řadě opakovaných proseb stupňujících se téměř až k výhrůžkám znejistěná A. a X. spolu opouští hotel.
Asi nejznámější scénou filmu je vyprávění o setkání A. a X. u sousoší muže a ženy a jejich možné interpretace jeho významu. Později stejně uvažují nad rolí psa u nohou ženy, načež A. usoudí, že pouze šel okolo a sokl je příliš malý, proto stojí tak blízko u ní. (Když bylo Alainu Robbe-Grilletovi vytýkáno, že jeho filmy a knihy zcela postrádají smysl pro humor, uvedl tuto scénu jako příklad vtipu v jeho díle).
Film proslul svou nejednoznačností výkladu.

## Charakteristika
L'année dernière à Marienbad je charakteristickým příkladem tzv. nového románu ve filmu. V mnohém je podobný Robbe-Grilletově knize Žárlivost, zejména v užití role vypravěče, ve snaze dosáhnout nejednoznačnosti výkladu neustálým zpochybňováním daných faktů, nebo ve stejném pojmenování postav některých postav. Ve filmu je značně patrná Robbe-Grilletova snaha po maximální preciznosti.
Film pracuje se záběry zšeřelého starodávného hotelu a parku, který chvílemi ponurou až depresivní atmosféru stupňovanou zvukem varhan, jízdou kamery chodbami obloženými mramorem a zrcadlovými sály. Hotelem korzují hosté (v některých scénách i personál), konverzují, baví se, tančí, aniž by nějak zasahovali do děje.
Není zcela jasné, v jakém pořadí jednotlivé události proběhly, proto je
Dialogy, záběry i celé scény se opakují s drobnými obměnami . Dlouhé záběry jsou střídány s řadou velmi krátkých sekvencí. Film je vrchovatě přeplněn podivuhodnými jevy, odkazujícími na snovou, nereálnou podstatu místa, kde se děj odehrává. V řadě scén se nelogicky objevuje stále totéž sousoší muže a ženy (u jezera, na terase, před hotelem). V celkovém záběru parku vrhají lidé a stromy odlišné stíny.
Emoce ve filmu projevují jen A., X. a částečně M. Všechny ostatní postavy jsou netečné a chladné.

## Zajímavosti
Téměř polovina filmu vznikla ve filmových ateliérech. Exteriéry (zejména park) byly natočeny na zámku Nymphenburg u Mnichova v Německu.
Sousoší muže a ženy bylo zhotoveno z papíru, aby se s ním dalo podle potřeby natáčení manipulovat.
Alain Robbe-Grillet se po prvním zhlédnutí filmu velmi rozhněval na Alaina Resnaise, neboť v jedné scéně hraní „Marienbadského domina“ nastane okamžik, kdy by mohl bezpečně vyhrát i X. (jinak vítězí vždy M.). Robbe-Grillet pečlivost důsledně vyžadoval a Resnaisovi vytýkal nedůslednost.

## Kniha
Tzv. „ciné-roman“ je jakýsi přechod mezi románem a filmovým scénářem. V tomto žánru napsal Robbe-Grillet ještě dvě knihy.
Při práci na scénáři a následném natáčení pracoval současně i na románu, takže film a kniha se téměř shodují. V knize se nacházejí podrobné popisy jednotlivých scén se zvláštním zaměřením na detaily, které leckdy oku diváka uniknou, jako různé změny kostýmu, prostředí atd.
Kniha zdaleka nedosáhla takového úspěchu jako film.